# Liste der Nummer-eins-Hits in den Niederlanden (2021)
Dies ist eine Liste der Nummer-eins-Hits in den Niederlanden im Jahr 2021. Sie basiert auf den Nederlandse-Top-40-Singlecharts und den Dutch Album Top 100.

## Singles
| ← 2020 ← | Liste der Nummer-eins-Hits in den Niederlanden | Liste der Nummer-eins-Hits in den Niederlanden | Liste der Nummer-eins-Hits in den Niederlanden | 2022 →                    |
| \| Zeitraum \| Wo. ges. \| Interpret \| Titel Autor(en) \| Zusätzliche Informationen \| \| (Zeitraum, Wochen auf Platz eins, Interpret, Titel, Autor[en], zusätzliche Informationen) \| \| \| \| \| \| ----------------------------------------------------------------------------------------- \| -------- \| ------------------------------ \| ---------------------------------------------------------------------------------------------------------------------------------------------------------------------------------------- \| ------------------------- \| \| 28. November 2020 – 15. Januar 2021 7 Wochen \| 7 \| Tiësto \| The Business James Michael George Bell, Julia Christine Karlsson, Anton Anders Rundberg, Tijs Michiel Verwest \| – \| \| 16. Januar 2021 – 22. Januar 2021 1 Woche \| 1 \| Jaap Reesema & Pommelien Thijs \| Nu wij niet meer praten Arno Krabman, Jaap Siewertzsz van Reesema, Joren Johannes van der Voort \| – \| \| 23. Januar 2021 – 26. Februar 2021 5 Wochen \| 5 \| Olivia Rodrigo \| Drivers License Daniel Leonard Nigro, Olivia Rodrigo \| – \| \| 27. Februar 2021 – 26. März 2021 4 Wochen \| 4 \| Nathan Evans \| Wellerman (220 Kid × Billen Ted Remix) Samuel Paul Newbitt Brennan, Thomas Edward Hollings, William Edward Graydon, Alexander Oriet, David Anthony Phelan, Nathan Alexander Evans \| – \| \| 27. März 2021 – 4. Juni 2021 10 Wochen \| 10 \| Snelle & Maan \| Blijven slapen Okke Punt, Delano Ritchi Hurulean-Ruitenbach, Arno Krabman, Lars Sebastiaan Bos, Maan de Steenwinkel \| – \| \| 5. Juni 2021 – 16. Juli 2021 6 Wochen \| 6 \| Olivia Rodrigo \| Good 4 U Daniel Leonard Nigro, Olivia Rodrigo, Hayley Nichole Williams, Joshua Neil Farro \| – \| \| 17. Juli 2021 – 20. August 2021 5 Wochen \| 5 \| Ed Sheeran \| Bad Habits Edward Christopher Sheeran, Johnny McDaid, Frederick John Philip Gibson \| – \| \| 21. August 2021 – 27. August 2021 1 Woche (insgesamt 7) \| 7 \| The Kid Laroi & Justin Bieber \| Stay Charlton Kenneth Jeffrey Howard, Justin Drew Bieber, Blake Slatkin, Charles Otto Puth Jr., Magnus August Høiberg, Michael John Mulé, Isaac John De Boni, Omer Fedi, Subhaan Rahmaan \| – \| \| 28. August 2021 – 10. September 2021 2 Wochen \| 2 \| Mart Hoogkamer \| Ik ga zwemmen Emmanuel Freeman, Frans Christiaan Frederiks, Mart M. F. Hoogkamer, Rob van Zuilen, Rolito W. M. Meyers, Robert Jan Schippers \| – \| \| 11. September 2021 – 22. Oktober 2021 6 Wochen (insgesamt 7) \| 7 \| The Kid Laroi & Justin Bieber \| Stay Charlton Kenneth Jeffrey Howard, Justin Drew Bieber, Blake Slatkin, Charles Otto Puth Jr., Magnus August Høiberg, Michael John Mulé, Isaac John De Boni, Omer Fedi, Subhaan Rahmaan \| – \| \| 23. Oktober 2021 – 24. Dezember 2021 9 Wochen \| 9 \| Adele \| Easy on Me Gregory Allen Kurstin, Adele Laurie Blue Adkins \| – \| \| 25. Dezember 2021 – 31. Dezember 2021 1 Woche \| 1 \| Elton John & Ed Sheeran \| Merry Christmas Edward Christopher Sheeran, Elton John \| – \| |                                                |                                                | |                           |
| ← 2020 |                                                |                                                | | → 2022 →                  |
| Zeitraum | Wo. ges.                                       | Interpret                                      | Titel Autor(en) | Zusätzliche Informationen |
| (Zeitraum, Wochen auf Platz eins, Interpret, Titel, Autor[en], zusätzliche Informationen) |                                                |                                                | |                           |
| 28. November 2020 – 15. Januar 2021 7 Wochen | 7                                              | Tiësto                                         | The Business James Michael George Bell, Julia Christine Karlsson, Anton Anders Rundberg, Tijs Michiel Verwest                                                                            | –                         |
| 16. Januar 2021 – 22. Januar 2021 1 Woche | 1                                              | Jaap Reesema & Pommelien Thijs                 | Nu wij niet meer praten Arno Krabman, Jaap Siewertzsz van Reesema, Joren Johannes van der Voort                                                                                          | –                         |
| 23. Januar 2021 – 26. Februar 2021 5 Wochen | 5                                              | Olivia Rodrigo                                 | Drivers License Daniel Leonard Nigro, Olivia Rodrigo | –                         |
| 27. Februar 2021 – 26. März 2021 4 Wochen | 4                                              | Nathan Evans                                   | Wellerman (220 Kid × Billen Ted Remix) Samuel Paul Newbitt Brennan, Thomas Edward Hollings, William Edward Graydon, Alexander Oriet, David Anthony Phelan, Nathan Alexander Evans        | –                         |
| 27. März 2021 – 4. Juni 2021 10 Wochen | 10                                             | Snelle & Maan                                  | Blijven slapen Okke Punt, Delano Ritchi Hurulean-Ruitenbach, Arno Krabman, Lars Sebastiaan Bos, Maan de Steenwinkel                                                                      | –                         |
| 5. Juni 2021 – 16. Juli 2021 6 Wochen | 6                                              | Olivia Rodrigo                                 | Good 4 U Daniel Leonard Nigro, Olivia Rodrigo, Hayley Nichole Williams, Joshua Neil Farro                                                                                                | –                         |
| 17. Juli 2021 – 20. August 2021 5 Wochen | 5                                              | Ed Sheeran                                     | Bad Habits Edward Christopher Sheeran, Johnny McDaid, Frederick John Philip Gibson | –                         |
| 21. August 2021 – 27. August 2021 1 Woche (insgesamt 7) | 7                                              | The Kid Laroi & Justin Bieber                  | Stay Charlton Kenneth Jeffrey Howard, Justin Drew Bieber, Blake Slatkin, Charles Otto Puth Jr., Magnus August Høiberg, Michael John Mulé, Isaac John De Boni, Omer Fedi, Subhaan Rahmaan | –                         |
| 28. August 2021 – 10. September 2021 2 Wochen | 2                                              | Mart Hoogkamer                                 | Ik ga zwemmen Emmanuel Freeman, Frans Christiaan Frederiks, Mart M. F. Hoogkamer, Rob van Zuilen, Rolito W. M. Meyers, Robert Jan Schippers                                              | –                         |
| 11. September 2021 – 22. Oktober 2021 6 Wochen (insgesamt 7) | 7                                              | The Kid Laroi & Justin Bieber                  | Stay Charlton Kenneth Jeffrey Howard, Justin Drew Bieber, Blake Slatkin, Charles Otto Puth Jr., Magnus August Høiberg, Michael John Mulé, Isaac John De Boni, Omer Fedi, Subhaan Rahmaan | –                         |
| 23. Oktober 2021 – 24. Dezember 2021 9 Wochen | 9                                              | Adele                                          | Easy on Me Gregory Allen Kurstin, Adele Laurie Blue Adkins | –                         |
| 25. Dezember 2021 – 31. Dezember 2021 1 Woche | 1                                              | Elton John & Ed Sheeran                        | Merry Christmas Edward Christopher Sheeran, Elton John | –                         |

## Alben
| ← 2020 ← | Liste der Nummer-eins-Hits in den Niederlanden | Liste der Nummer-eins-Hits in den Niederlanden | Liste der Nummer-eins-Hits in den Niederlanden | 2022 →                    |
| \| Zeitraum \| Wo. ges. \| Interpret \| Titel \| Zusätzliche Informationen \| \| (Zeitraum, Wochen auf Platz eins, Interpret, Titel, zusätzliche Informationen) \| \| \| \| \| \| ------------------------------------------------------------------------------ \| -------- \| -------------- \| ------------------------------------- \| ------------------------- \| \| 26. Dezember 2020 – 1. Januar 2021 1 Woche \| 1 \| Paul McCartney \| McCartney III \| – \| \| 2. Januar 2021 – 8. Januar 2021 1 Woche (insgesamt 14) \| 14 \| Michael Bublé \| Christmas \| – \| \| 9. Januar 2021 – 22. Januar 2021 2 Wochen (insgesamt 6) \| 6 \| Pop Smoke \| Shoot for the Stars, Aim for the Moon \| – \| \| 23. Januar 2021 – 29. Januar 2021 1 Woche \| 1 \| The Kid Laroi \| F*ck Love \| – \| \| 30. Januar 2021 – 12. Februar 2021 2 Wochen \| 2 \| Josylvio \| Abu Omar \| – \| \| 13. Februar 2021 – 19. Februar 2021 1 Woche \| 1 \| Foo Fighters \| Medicine at Midnight \| – \| \| 20. Februar 2021 – 5. März 2021 2 Wochen \| 2 \| Dua Lipa \| Future Nostalgia \| – \| \| 6. März 2021 – 12. März 2021 1 Woche \| 1 \| Broederliefde \| Medaille \| – \| \| 13. März 2021 – 19. März 2021 1 Woche \| 1 \| Lijpe \| Verzegeld \| – \| \| 20. März 2021 – 26. März 2021 1 Woche \| 1 \| Snelle \| Lars \| – \| \| 27. März 2021 – 7. Mai 2021 6 Wochen (insgesamt 7) \| 7 \| Justin Bieber \| Justice \| – \| \| 8. Mai 2021 – 14. Mai 2021 1 Woche \| 1 \| Snelle \| Lars \| – \| \| 15. Mai 2021 – 21. Mai 2021 1 Woche (insgesamt 7) \| 7 \| Justin Bieber \| Justice \| – \| \| 22. Mai 2021 – 28. Mai 2021 1 Woche \| 1 \| J. Cole \| The Off-Season \| – \| \| 29. Mai 2021 – 16. Juli 2021 7 Wochen (insgesamt 9) \| 9 \| Olivia Rodrigo \| Sour \| – \| \| 17. Juli 2021 – 23. Juli 2021 1 Woche \| 1 \| Rowwen Hèze \| Onderaan beginne \| – \| \| 24. Juli 2021 – 30. Juli 2021 1 Woche \| 1 \| John Mayer \| Sob Rock \| – \| \| 31. Juli 2021 – 6. August 2021 1 Woche (insgesamt 9) \| 9 \| Olivia Rodrigo \| Sour \| – \| \| 7. August 2021 – 27. August 2021 3 Wochen \| 3 \| Billie Eilish \| Happier Than Ever \| – \| \| 28. August 2021 – 3. September 2021 1 Woche (insgesamt 9) \| 9 \| Olivia Rodrigo \| Sour \| – \| \| 4. September 2021 – 10. September 2021 1 Woche \| 1 \| Kanye West \| Donda \| – \| \| 11. September 2021 – 24. September 2021 2 Wochen \| 2 \| Drake \| Certified Lover Boy \| – \| \| 25. September 2021 – 8. Oktober 2021 2 Wochen (insgesamt 3) \| 3 \| Kevin \| Grote versnelling \| – \| \| 9. Oktober 2021 – 15. Oktober 2021 1 Woche \| 1 \| Racoon \| Spijt is iets voor later \| – \| \| 16. Oktober 2021 – 22. Oktober 2021 1 Woche (insgesamt 3) \| 3 \| Kevin \| Grote versnelling \| – \| \| 23. Oktober 2021 – 29. Oktober 2021 1 Woche \| 1 \| Coldplay \| Music of the Spheres \| – \| \| 30. Oktober 2021 – 5. November 2021 1 Woche \| 1 \| Lana Del Rey \| Blue Banisters \| – \| \| 6. November 2021 – 12. November 2021 1 Woche \| 1 \| Ed Sheeran \| = \| – \| \| 13. November 2021 – 26. November 2021 2 Wochen \| 2 \| ABBA \| Voyage \| – \| \| 27. November 2021 – 31. Dezember 2021 5 Wochen (insgesamt 6) \| 6 \| Adele \| 30 \| – \| |                                                |                                                |                                                |                           |
| ← 2020 |                                                |                                                |                                                | → 2022 →                  |
| Zeitraum | Wo. ges.                                       | Interpret                                      | Titel                                          | Zusätzliche Informationen |
| (Zeitraum, Wochen auf Platz eins, Interpret, Titel, zusätzliche Informationen) |                                                |                                                |                                                |                           |
| 26. Dezember 2020 – 1. Januar 2021 1 Woche | 1                                              | Paul McCartney                                 | McCartney III                                  | –                         |
| 2. Januar 2021 – 8. Januar 2021 1 Woche (insgesamt 14) | 14                                             | Michael Bublé                                  | Christmas                                      | –                         |
| 9. Januar 2021 – 22. Januar 2021 2 Wochen (insgesamt 6) | 6                                              | Pop Smoke                                      | Shoot for the Stars, Aim for the Moon          | –                         |
| 23. Januar 2021 – 29. Januar 2021 1 Woche | 1                                              | The Kid Laroi                                  | F*ck Love                                      | –                         |
| 30. Januar 2021 – 12. Februar 2021 2 Wochen | 2                                              | Josylvio                                       | Abu Omar                                       | –                         |
| 13. Februar 2021 – 19. Februar 2021 1 Woche | 1                                              | Foo Fighters                                   | Medicine at Midnight                           | –                         |
| 20. Februar 2021 – 5. März 2021 2 Wochen | 2                                              | Dua Lipa                                       | Future Nostalgia                               | –                         |
| 6. März 2021 – 12. März 2021 1 Woche | 1                                              | Broederliefde                                  | Medaille                                       | –                         |
| 13. März 2021 – 19. März 2021 1 Woche | 1                                              | Lijpe                                          | Verzegeld                                      | –                         |
| 20. März 2021 – 26. März 2021 1 Woche | 1                                              | Snelle                                         | Lars                                           | –                         |
| 27. März 2021 – 7. Mai 2021 6 Wochen (insgesamt 7) | 7                                              | Justin Bieber                                  | Justice                                        | –                         |
| 8. Mai 2021 – 14. Mai 2021 1 Woche | 1                                              | Snelle                                         | Lars                                           | –                         |
| 15. Mai 2021 – 21. Mai 2021 1 Woche (insgesamt 7) | 7                                              | Justin Bieber                                  | Justice                                        | –                         |
| 22. Mai 2021 – 28. Mai 2021 1 Woche | 1                                              | J. Cole                                        | The Off-Season                                 | –                         |
| 29. Mai 2021 – 16. Juli 2021 7 Wochen (insgesamt 9) | 9                                              | Olivia Rodrigo                                 | Sour                                           | –                         |
| 17. Juli 2021 – 23. Juli 2021 1 Woche | 1                                              | Rowwen Hèze                                    | Onderaan beginne                               | –                         |
| 24. Juli 2021 – 30. Juli 2021 1 Woche | 1                                              | John Mayer                                     | Sob Rock                                       | –                         |
| 31. Juli 2021 – 6. August 2021 1 Woche (insgesamt 9) | 9                                              | Olivia Rodrigo                                 | Sour                                           | –                         |
| 7. August 2021 – 27. August 2021 3 Wochen | 3                                              | Billie Eilish                                  | Happier Than Ever                              | –                         |
| 28. August 2021 – 3. September 2021 1 Woche (insgesamt 9) | 9                                              | Olivia Rodrigo                                 | Sour                                           | –                         |
| 4. September 2021 – 10. September 2021 1 Woche | 1                                              | Kanye West                                     | Donda                                          | –                         |
| 11. September 2021 – 24. September 2021 2 Wochen | 2                                              | Drake                                          | Certified Lover Boy                            | –                         |
| 25. September 2021 – 8. Oktober 2021 2 Wochen (insgesamt 3) | 3                                              | Kevin                                          | Grote versnelling                              | –                         |
| 9. Oktober 2021 – 15. Oktober 2021 1 Woche | 1                                              | Racoon                                         | Spijt is iets voor later                       | –                         |
| 16. Oktober 2021 – 22. Oktober 2021 1 Woche (insgesamt 3) | 3                                              | Kevin                                          | Grote versnelling                              | –                         |
| 23. Oktober 2021 – 29. Oktober 2021 1 Woche | 1                                              | Coldplay                                       | Music of the Spheres                           | –                         |
| 30. Oktober 2021 – 5. November 2021 1 Woche | 1                                              | Lana Del Rey                                   | Blue Banisters                                 | –                         |
| 6. November 2021 – 12. November 2021 1 Woche | 1                                              | Ed Sheeran                                     | =                                              | –                         |
| 13. November 2021 – 26. November 2021 2 Wochen | 2                                              | ABBA                                           | Voyage                                         | –                         |
| 27. November 2021 – 31. Dezember 2021 5 Wochen (insgesamt 6) | 6                                              | Adele                                          | 30                                             | –                         |

## Jahreshitparaden
| ← 2020 ← | Liste der Nummer-eins-Hits in den Niederlanden | Liste der Nummer-eins-Hits in den Niederlanden  | Liste der Nummer-eins-Hits in den Niederlanden | 2022 →   |
| \| Singles \| Position# \| Alben \| \| ------------------------------------------------------------------------------------------------------------------------------------------------------------------------------------------------------------------------------------------------- \| --------- \| ----------------------------------------------- \| \| Bad Habits Ed Sheeran Edward Christopher Sheeran, Johnny McDaid, Frederick John Philip Gibson \| 1 \| 30 Adele \| \| Stay The Kid Laroi & Justin Bieber Charlton Kenneth Jeffrey Howard, Justin Drew Bieber, Blake Slatkin, Charles Otto Puth Jr., Magnus August Høiberg, Michael John Mulé, Isaac John De Boni, Omer Fedi, Subhaan Rahmaan \| 2 \| Sour Olivia Rodrigo \| \| Blijven slapen Snelle & Maan Okke Punt, Delano Ritchi Hurulean-Ruitenbach, Arno Krabman, Lars Sebastiaan Bos, Maan de Steenwinkel \| 3 \| Justice Justin Bieber \| \| All We Got Robin Schulz feat. Kiddo Emma Olivia Helena Bertilsson, Fredrik Carl Tomas Samsson, Oliver Lundström, Alessandra Helena Günthardt, Robin Alexander Schulz, Dennis Bierbrodt, Jürgen Dohr, Guido Kramer, Stefan Dabruck, Daniel Deimann \| 4 \| Voyage ABBA \| \| Goud Suzan & Freek Arno Krabman, Léon Paul Palmen, Suzanne J. Stortelder, Freek H. Rikkerink \| 5 \| Future Nostalgia Dua Lipa \| \| Remember Becky Hill & David Guetta Karen Ann Poole, Pierre David Guetta, Kye Elliot Sones, Lewis Daniel Thompson, Luke Harry Wah Storrs, Rebecca Claire Hill \| 6 \| Lars Snelle \| \| Bed Joel Corry, Raye & David Guetta Joel Louis Corry, Rachel Agatha Keen, Pierre David Guetta, Giorgio H. Tuinfort, Janée Millicent Lucy Bennett, Lewis Daniel Thompson, Neave Applebaum \| 7 \| F*ck Love The Kid Laroi \| \| Hero Afrojack & David Guetta Nick L. van de Wall, Pierre David Guetta, Mikkel Storleer Eriksen, Tor Erik Hermansen, Elena Jane Goulding, James Christopher Needle, Ryan Benjamin Tedder \| 8 \| Shoot for the Stars, Aim for the Moon Pop Smoke \| \| Afraid of the Dark Chef’Special Joshua H. Nolet, Wouter Jerry Prudon, Wouter P. B. Heeren, Guido Carlo Joseph, Johannes Jan Derks, Jonathan Robert Visger, Edward Kosuke Kasza \| 9 \| = Ed Sheeran \| \| Run OneRepublic Ryan Benjamin Tedder, Brent Michael Kutzle, John Nathaniel, Tyler Thomas Spry \| 10 \| Fine Line Harry Styles \| |                                                |                                                 |                                                |          |
| ← 2020 |                                                |                                                 |                                                | → 2022 → |
| Singles | Position#                                      | Alben                                           |                                                |          |
| Bad Habits Ed Sheeran Edward Christopher Sheeran, Johnny McDaid, Frederick John Philip Gibson | 1                                              | 30 Adele                                        |                                                |          |
| Stay The Kid Laroi & Justin Bieber Charlton Kenneth Jeffrey Howard, Justin Drew Bieber, Blake Slatkin, Charles Otto Puth Jr., Magnus August Høiberg, Michael John Mulé, Isaac John De Boni, Omer Fedi, Subhaan Rahmaan | 2                                              | Sour Olivia Rodrigo                             |                                                |          |
| Blijven slapen Snelle & Maan Okke Punt, Delano Ritchi Hurulean-Ruitenbach, Arno Krabman, Lars Sebastiaan Bos, Maan de Steenwinkel | 3                                              | Justice Justin Bieber                           |                                                |          |
| All We Got Robin Schulz feat. Kiddo Emma Olivia Helena Bertilsson, Fredrik Carl Tomas Samsson, Oliver Lundström, Alessandra Helena Günthardt, Robin Alexander Schulz, Dennis Bierbrodt, Jürgen Dohr, Guido Kramer, Stefan Dabruck, Daniel Deimann | 4                                              | Voyage ABBA                                     |                                                |          |
| Goud Suzan & Freek Arno Krabman, Léon Paul Palmen, Suzanne J. Stortelder, Freek H. Rikkerink | 5                                              | Future Nostalgia Dua Lipa                       |                                                |          |
| Remember Becky Hill & David Guetta Karen Ann Poole, Pierre David Guetta, Kye Elliot Sones, Lewis Daniel Thompson, Luke Harry Wah Storrs, Rebecca Claire Hill | 6                                              | Lars Snelle                                     |                                                |          |
| Bed Joel Corry, Raye & David Guetta Joel Louis Corry, Rachel Agatha Keen, Pierre David Guetta, Giorgio H. Tuinfort, Janée Millicent Lucy Bennett, Lewis Daniel Thompson, Neave Applebaum | 7                                              | F*ck Love The Kid Laroi                         |                                                |          |
| Hero Afrojack & David Guetta Nick L. van de Wall, Pierre David Guetta, Mikkel Storleer Eriksen, Tor Erik Hermansen, Elena Jane Goulding, James Christopher Needle, Ryan Benjamin Tedder | 8                                              | Shoot for the Stars, Aim for the Moon Pop Smoke |                                                |          |
| Afraid of the Dark Chef’Special Joshua H. Nolet, Wouter Jerry Prudon, Wouter P. B. Heeren, Guido Carlo Joseph, Johannes Jan Derks, Jonathan Robert Visger, Edward Kosuke Kasza | 9                                              | = Ed Sheeran                                    |                                                |          |
| Run OneRepublic Ryan Benjamin Tedder, Brent Michael Kutzle, John Nathaniel, Tyler Thomas Spry | 10                                             | Fine Line Harry Styles                          |                                                |          |